# Taranucnus bihari
Taranucnus bihari là một loài nhện trong họ Linyphiidae.
Loài này thuộc chi Taranucnus. Taranucnus bihari được Jean-Louis Fage miêu tả năm 1931.